# Hermaeophaga
Hermaeophaga es un género de escarabajos de la familia Chrysomelidae. En 1860 Foudras describió el género. Esta es la lista de especies que lo componen:
- Hermaeophaga cicatrix Illiger, 1807
- Hermaeophaga flavitarsa Doberl, 1991
- Hermaeophaga mercurialis Fabricius, 1792
- Hermaeophaga ruficollis Lucas, 1849